# Debrzno
Debrzno (tuż po wojnie Frydląd Pomorski, kaszub. Frédląd, niem. Preußisch Friedland) – miasto w województwie pomorskim, w powiecie człuchowskim, siedziba gminy miejsko-wiejskiej Debrzno.
Według danych z 1 stycznia 2018 Debrzno liczyło 5152 mieszkańców.

## Położenie
Miasto położone jest nad jeziorami: Żuczek oraz Staw Miejski, nad rzeką Debrzynką, w północnej części Krajny, w pasie Pojezierza Południowopomorskiego (w tym Pojezierza Krajeńskiego).
Od północy graniczy z gminami Czarne i Człuchów, od wschodu z gminami Kamień Krajeński i Sępólno Krajeńskie i od południa z Okonkiem i Lipką. Debrzno znajduje się w odległości 152 km na południowy zachód od Gdańska, oraz 166 km na północ od Poznania.
Przy zachodnich granicach miasta znajduje się florystyczno-stepowy Rezerwat przyrody Miłachowo o powierzchni 3,7 ha.

## Historia

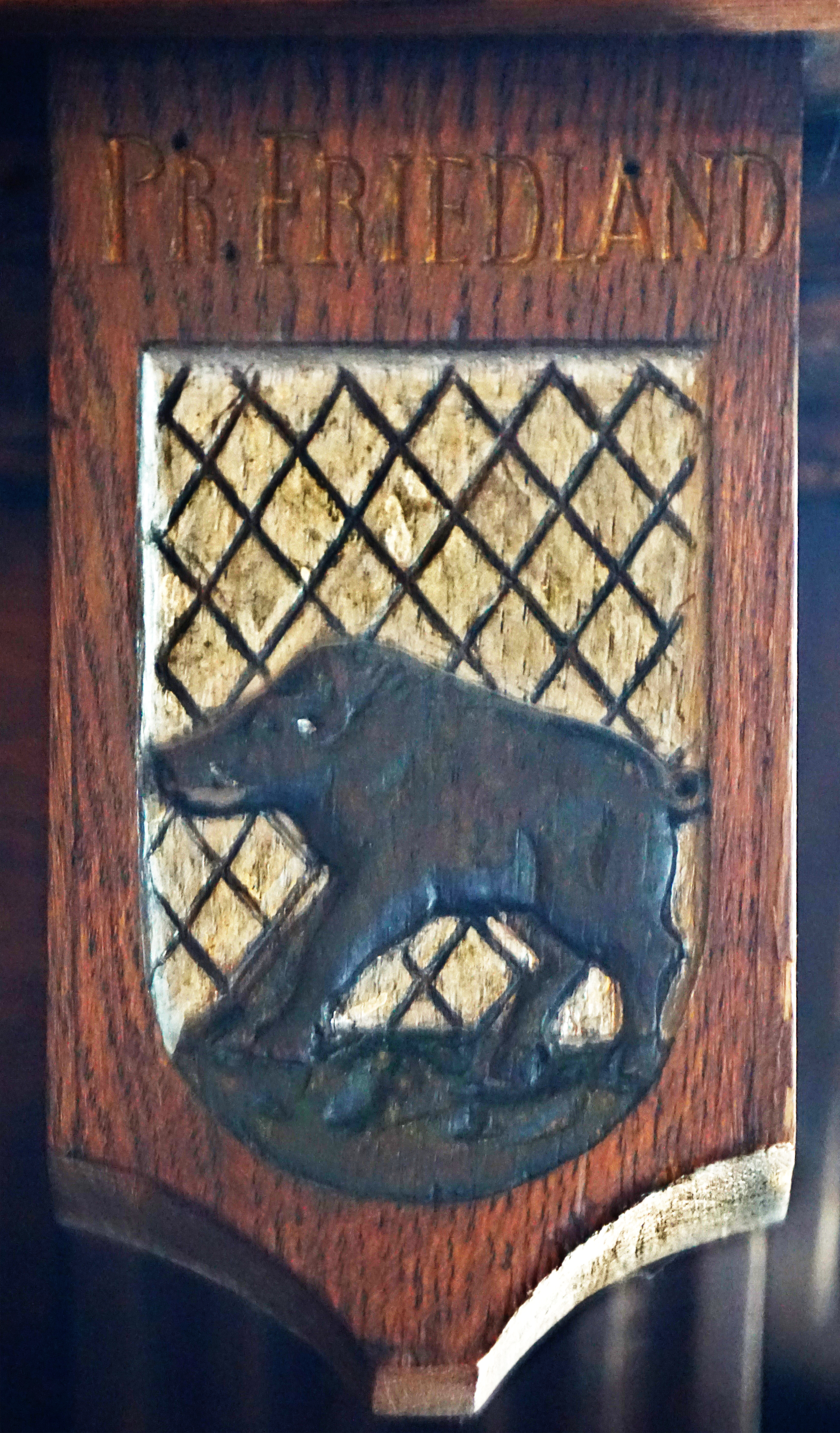
Herb Debrzna w sali plenarnej staromiejskiego ratusza w Gdańsku

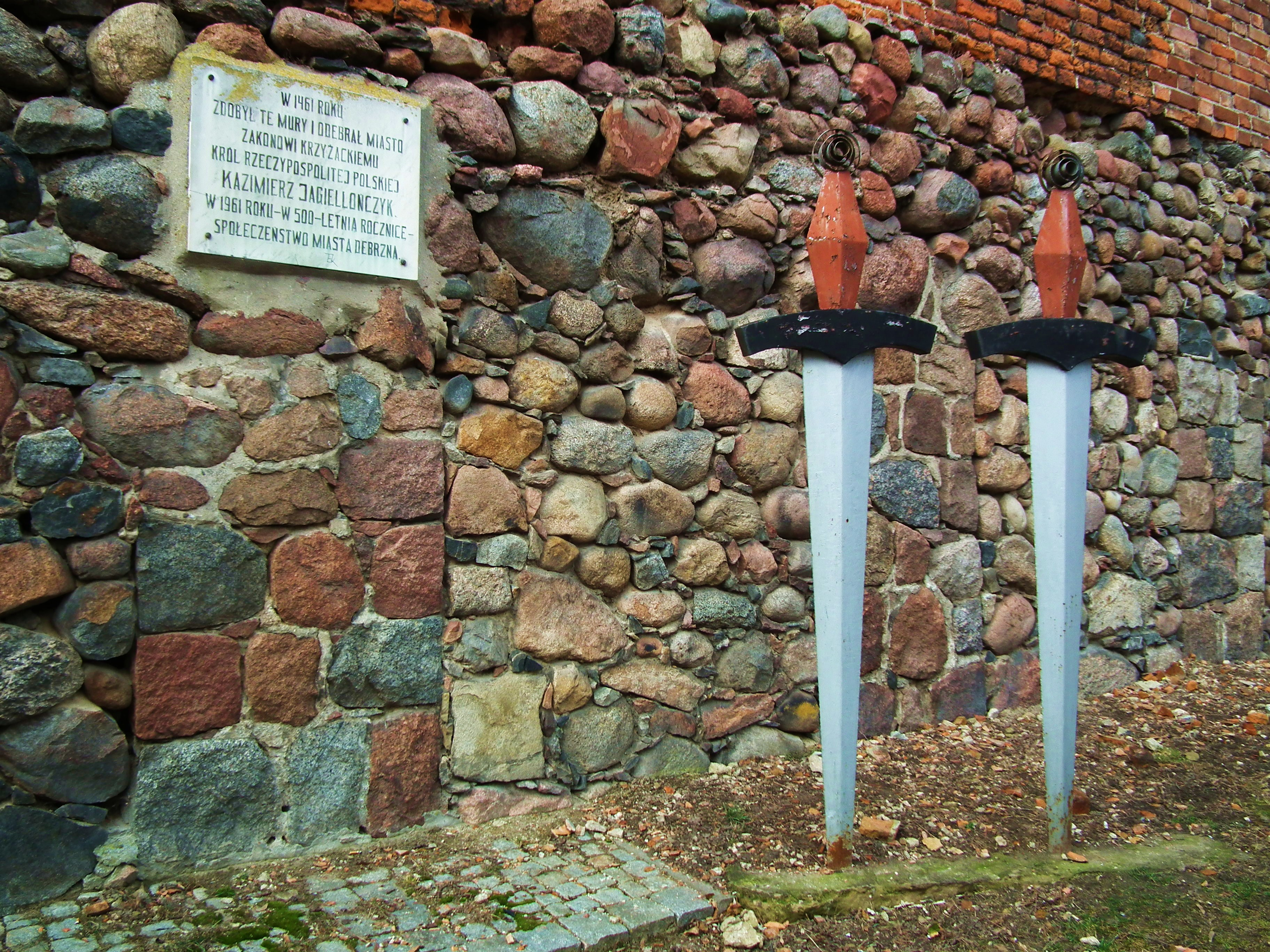
Fragment murów miejskich z pomnikiem upamiętniającym odzyskanie miasta przez króla Kazimierza Jagiellończyka

Pierwsze wzmianki dotyczące Debrzna pochodzą z XII w. Osada leżała w granicach średniowiecznej Polski, następnie w XIV w. została zajęta przez Krzyżaków. W 1354 roku miasto otrzymało prawa miejskie z nadania wielkiego mistrza krzyżackiego Winricha von Kniprode. Po wybuchu powstania przeciw Krzyżakom, w 1454 miasto uznało władzę króla Polski. Podczas wojny trzynastoletniej obronione przed Krzyżakami w 1455, jednakże z czasem ponownie utracone. W 1461 miasto zdobył Kazimierz IV Jagiellończyk, a w 1462 roku Debrzno zostało zajęte przez wojska krzyżackie i było oblegane przez wojska Korony Polskiej przez 8 dni, ale nie zostało zdobyte. W 1464 Krzyżacy opuścili miasto, uprzednio je grabiąc i paląc. W wyniku zapisów II pokoju toruńskiego zostało włączone w granice Polski, a po dwunastu latach król Polski potwierdził prawa miejskie Debrzna. Miasto leżało w granicach województwa pomorskiego Korony Polskiej. W 1587, 1620 i 1648 miały miejsce pożary miasta.
W 1738 roku stanowisko proboszcza frydlandzkiego objął kanonik poznański Jan Jerzy Kostka Węsierski (ok. 1680 - po 1746), który piastował to stanowisko w latach 1743-1744 w czasie wizytacji Archidiakonatu Kamieńskiego.

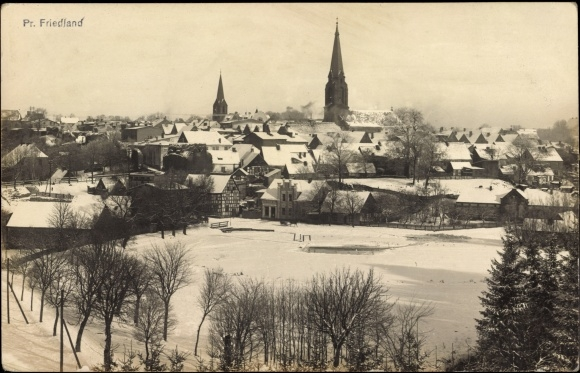
Widokówka z czasów Cesarstwa Niemieckiego, z 1917

W pracy dra Schwitza "Biały Bór i jego historia" Wyd. w Pile 1932 roku znajduje się informacja iż w latach 1531–1553 proboszczem był ks. Georg Sabat, a od 1698 roku ks. Godszalski.
W wyniku I rozbioru Polski w 1772 miasto znalazło się w zaborze pruskim.
W 1875 r. (święcenia kapłańskie 1900 rok) w Debrznie urodził się ojciec Anicet Kopliński, polski kapucyn pochodzenia niemieckiego, nazywany jałmużnikiem Warszawy lub Św. Franciszkiem Warszawy, zamordowany przez Niemców w 1941 r. w KL Auschwitz, ogłoszony w 1999 r. błogosławiony Kościoła katolickiego
W końcu stycznia 1945 miejscowość została zajęta przez Armię Czerwoną, którą wkrótce wyparli żołnierze niemieckiej 32 DP. W doniesieniu dowództwa 2 Armii z 14 lutego 1945 stwierdzono: W Preussisch Friedland oraz we wsi Zisskau 29 i 30 stycznia rozstrzelano po poddaniu potwornym torturom większość znajdujących się tam mężczyzn. Domy i mieszkania zostały rozgrabione, zniszczone i podpalone. Do kobiet i dzieci, które chciały ratować się ucieczką, bolszewiccy mordercy strzelali z karabinów maszynowych. W znajdującym się dwa kilometry od szosy folwarku we wszystkich pokojach znaleziono ciała dzieci, starców, zgwałconych i zastrzelonych kobiet.
W latach 1961–1972 miasto było siedzibą władz gromady Debrzno, chociaż samo do niej nie należało.

## Zabytki

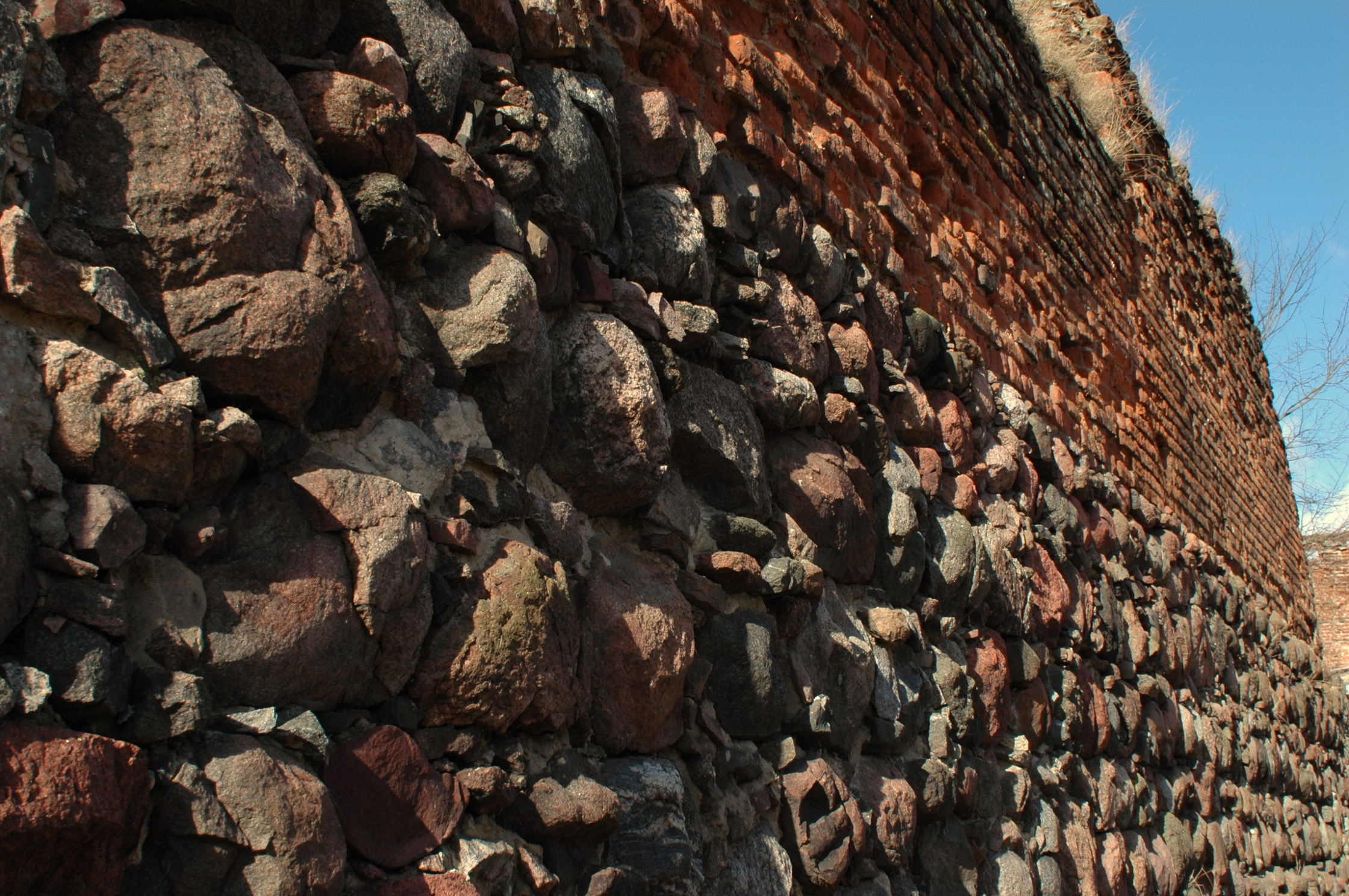
Obwarowania miejskie

Według rejestru zabytków NID na listę zabytków wpisane są:
- kościół parafialny pw. Wniebowzięcia NMP, 1894-95, nr rej.: A-335 z 10.06.1997
- mury obronne, nr rej.: A-165 z 21.02.1959.

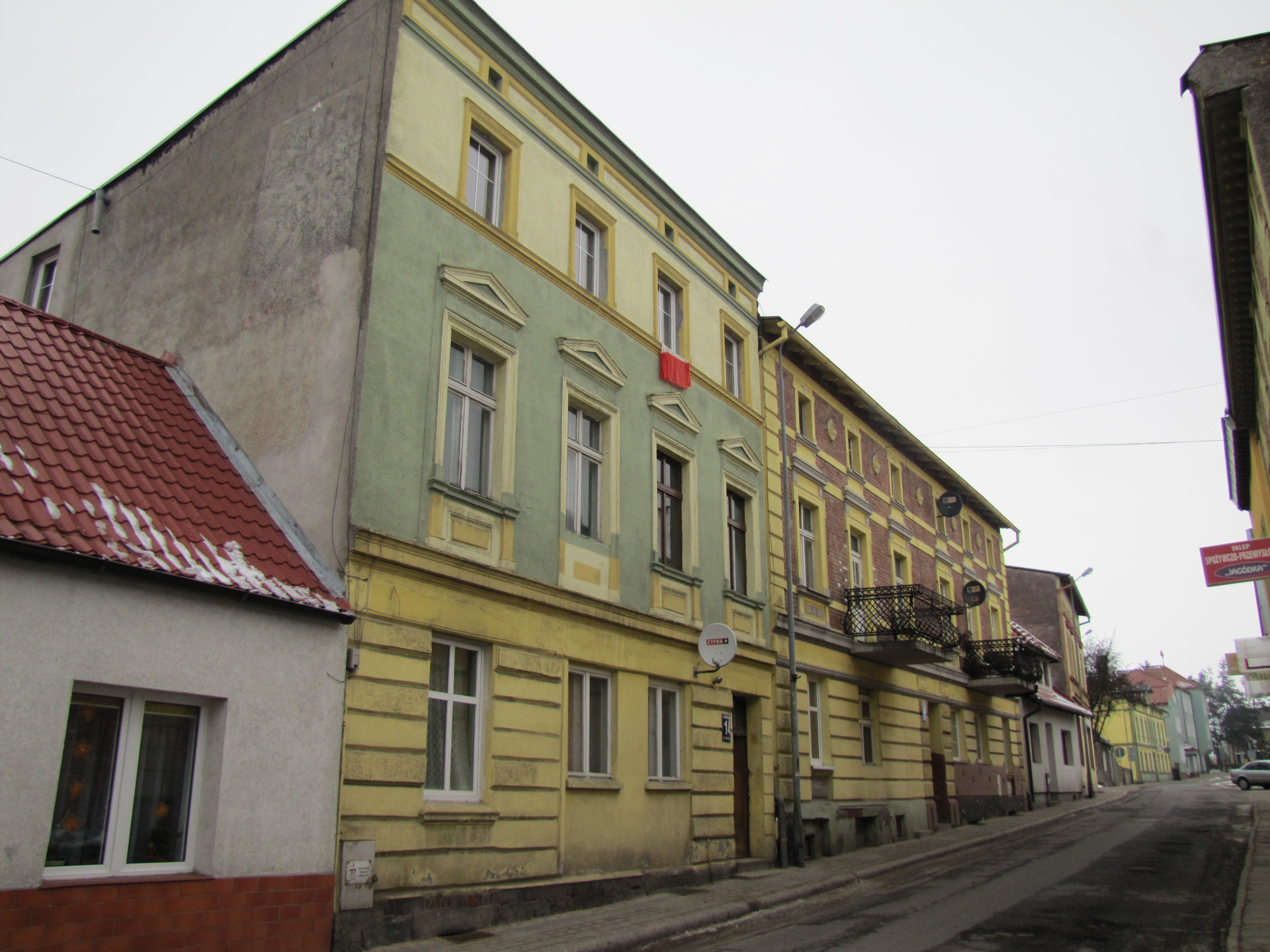
Stare kamieniczki w Debrznie

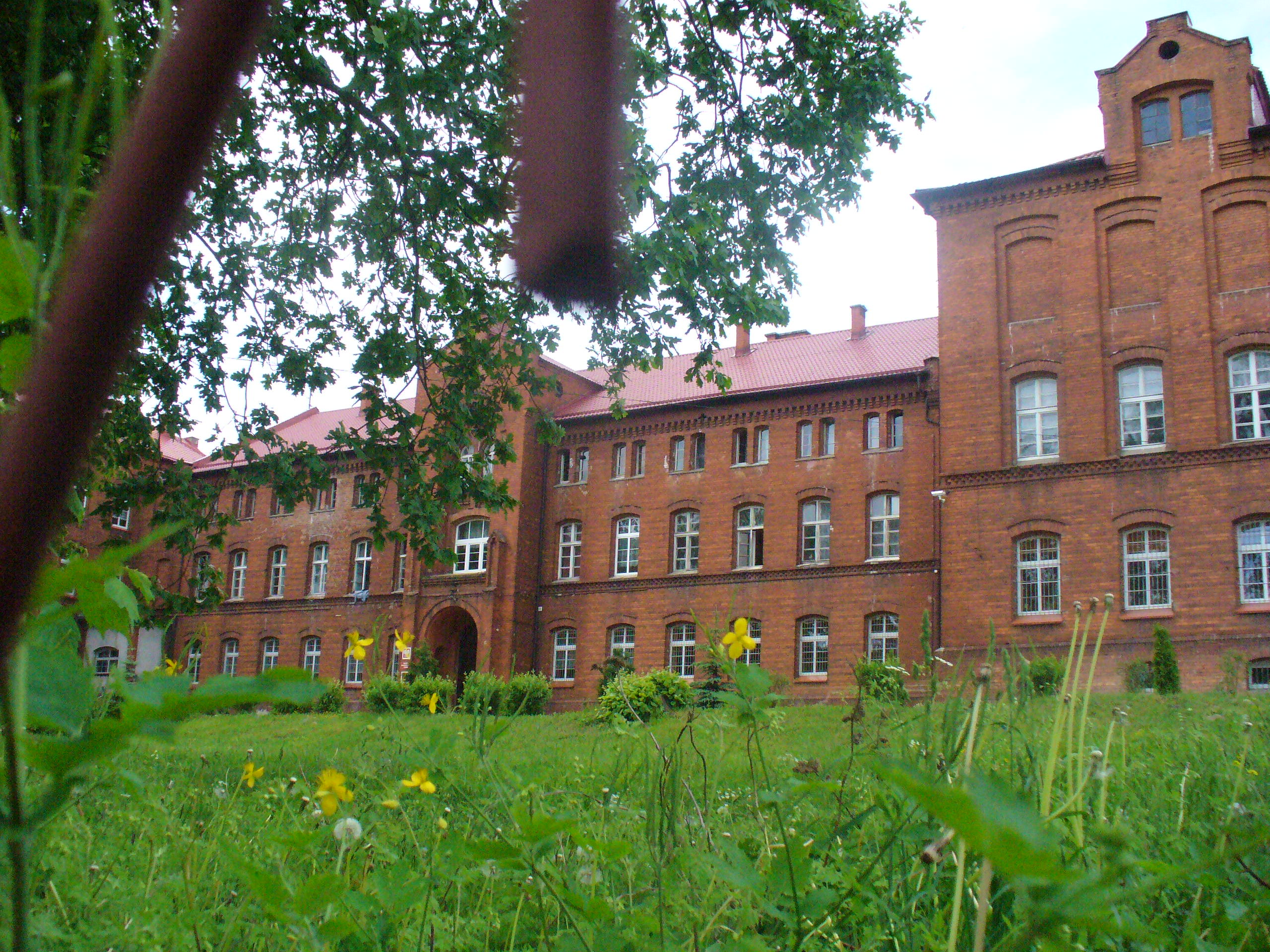
Dawne seminarium nauczycielskie

- Baszta Młyńska

## Lotnisko
Na południe od miasta w odległości 2–3 km już na terenie województwa wielkopolskiego znajduje się dawne lotnisko wojskowe Debrzno. 

## Demografia

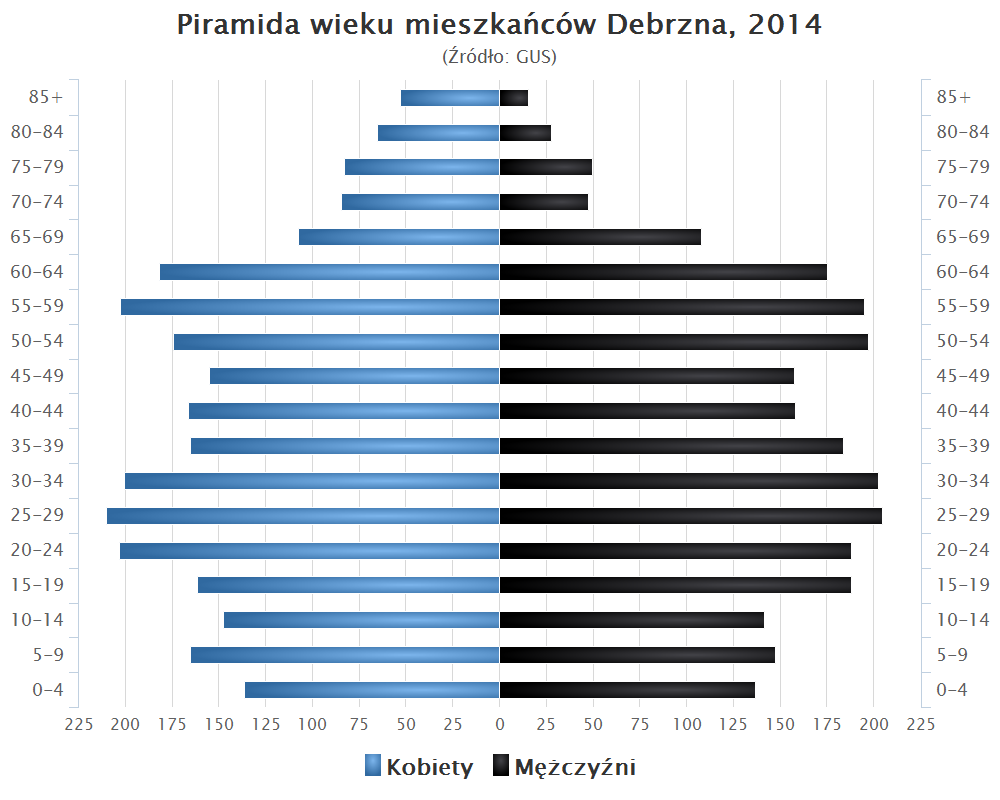
Piramida wieku mieszkańców Debrzna w 2014 roku

Debrzno ma dodatni przyrost naturalny wynoszący 9. Odpowiada to przyrostowi naturalnemu 1,75 na 1000 mieszkańców Debrzna. W 2017 roku urodziło się 53 dzieci, w tym 45,3% dziewczynek i 54,7% chłopców.

## Sport
Od 1945 roku istniał w Debrznie Ludowy Klub Sportowy „Żagiel". Najpopularniejszą sekcją klubu była piłka nożna. Największym sukcesem piłkarzy był tytuł mistrza okręgu juniorów, oraz awans do ligi międzywojewódzkiej w 1986 roku.
Sukcesy odnosili również bokserzy którzy byli powoływani do kadry narodowej juniorów.
Klub został zlikwidowany w 1992 roku z powodów finansowych. Na miejsce „Żagla” został założony Miejski Klub Sportowy (MKS)
W roku 2014 do użytku klubu został oddany zmodernizowany stadion.

## Wspólnoty wyznaniowe
- Kościół rzymskokatolicki:

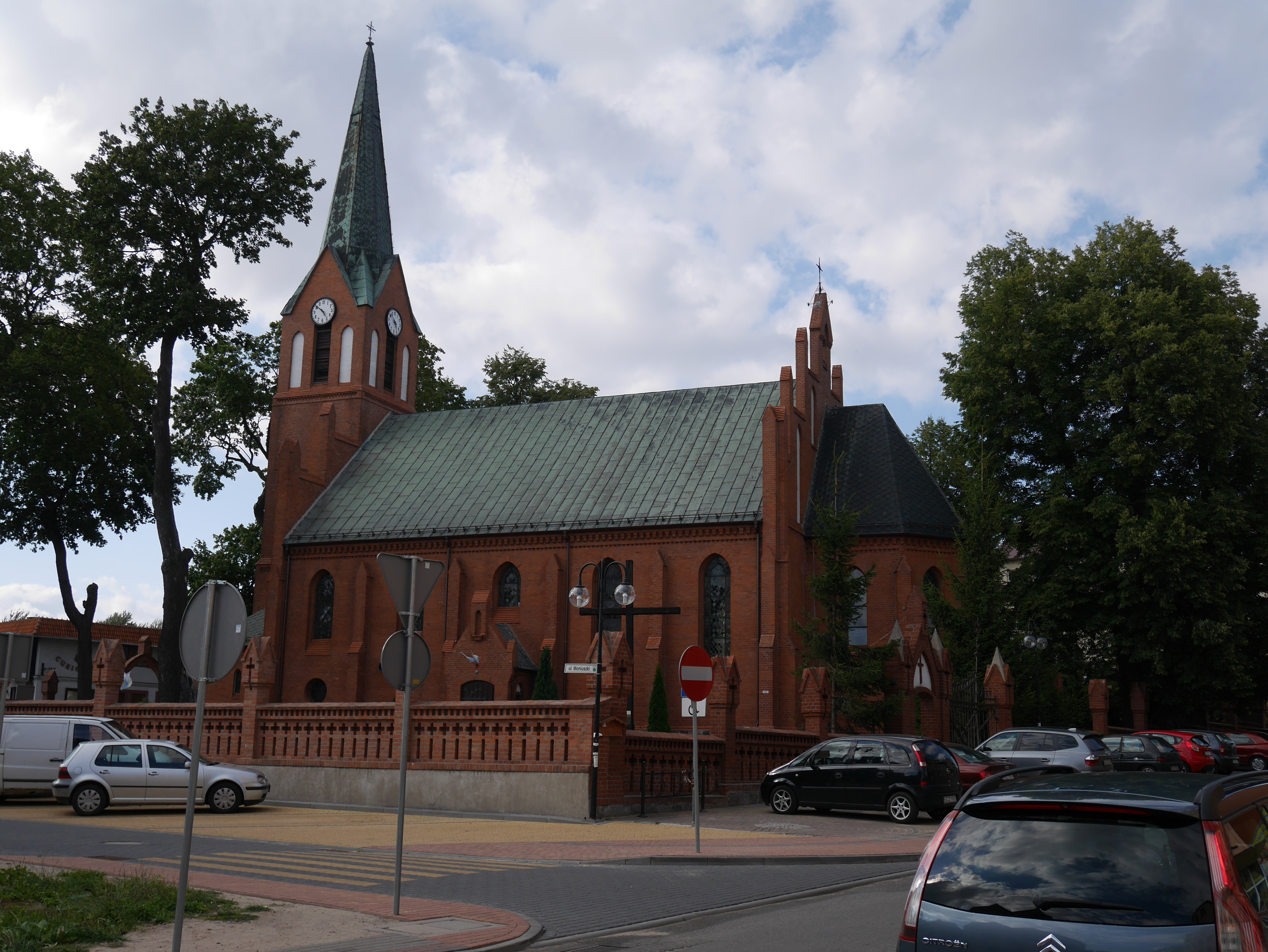
Kościół Wniebowzięcia NMP

  - parafia Wniebowzięcia Najświętszej Maryi Panny
- Świadkowie Jehowy:
  - zbór Debrzno (Sala Królestwa ul. Ogrodowa 26a)[13]

## Gminy partnerskie
- Weinbach (Niemcy)
- Huddinge (Szwecja)
- Blatno (Czechy)
- W roku 2011 na spotkaniu w Korfantowie Debrzno weszło do „Rodziny Miast Friedlandzkich"